# Vieille-Chapelle
Vieille-Chapelle (flämisch: Oudkapelle) ist eine französische Gemeinde mit 888 Einwohnern (Stand: 1. Januar 2022) im Département Pas-de-Calais in der Region Hauts-de-France. Vieille-Chapelle gehört zum Arrondissement Béthune und seit 2015 zum Kanton Beuvry (davor: Kanton Béthune-Est). Die Gemeinde ist Mitglied des Gemeindeverbandes Béthune-Bruay, Artois-Lys Romane.

## Geographie
Vieille-Chapelle liegt im Artois am Fluss Lawe und am Loisne. Umgeben wird Vieille-Chapelle von den Nachbargemeinden Lestrem im Norden und Nordwesten, Richebourg im Osten sowie La Couture im Süden und Westen.

## Bevölkerungsentwicklung
| 1962                      | 1968 | 1975 | 1982 | 1990 | 1999 | 2006 | 2012 |
| ------------------------- | ---- | ---- | ---- | ---- | ---- | ---- | ---- |
| 355                       | 323  | 324  | 466  | 681  | 697  | 715  | 793  |
| Quelle: Cassini und INSEE |      |      |      |      |      |      |      |

## Sehenswürdigkeiten
- Kirche Notre-Dame, nach dem Ersten Weltkrieg neu errichtet
- Burgruine
- Britischer Militärfriedhof